# Daniel Cristian Florian
Daniel Cristian Florian (n. 29 august 1977

) este un senator român, ales în 2012. 